# Gideon Louw
Gideon Abraham Louw (Pretoria (Gauteng), 4 september 1987) is een Zuid-Afrikaanse zwemmer. Hij vertegenwoordigde zijn vaderland op de Olympische Zomerspelen 2008 in Peking.

## Carrière
Bij zijn internationale debuut, op de Olympische Zomerspelen van 2008 in Peking, werd Louw uitgeschakeld in de halve finales van de 50 meter vrije slag.
Tijdens de Pan Pacific kampioenschappen zwemmen 2010 in Irvine eindigde de Zuid-Afrikaan als vijfde op de 50 meter vrije slag en als elfde op de 100 meter vrije slag. Samen met Lyndon Ferns, Roland Mark Schoeman en Graeme Moore sleepte hij de bronzen medaille in de wacht op de 4x100 meter vrije slag. Op de Gemenebestspelen 2010 in Delhi veroverde Louw de bronzen medaille op de 50 meter vrije slag, op de 100 meter vrije slag eindigde hij op de vierde plaats. Op de 4x100 meter wisselslag legde hij samen met Charl Crous, Cameron van der Burgh en Chad le Clos beslag op de zilveren medaille, samen met Graeme Moore, Roland Mark Schoeman en Darian Townsend sleepte hij de bronzen medaille in de wacht op de 4x100 meter vrije slag.
In Shanghai nam de Zuid-Afrikaan deel aan de wereldkampioenschappen zwemmen 2011. Op dit toernooi eindigde hij als achtste op de 50 meter vrije slag en strandde hij in de halve finales van de 100 meter vrije slag, op de 4x100 meter vrije slag eindigde hij samen met Graeme Moore, Darian Townsend en Leith Shankland op de zesde plaats.

## Internationale toernooien
| Jaar | Olympische Spelen                                          | WK langebaan                                               | WK kortebaan   | PanPacs                                                     | Gemenebestspelen                                                            |
| ---- | ---------------------------------------------------------- | ---------------------------------------------------------- | -------------- | ----------------------------------------------------------- | --------------------------------------------------------------------------- |
| 2008 | 12e 50m vrije slag                                         |                                                            | geen deelname  |                                                             |                                                                             |
| 2009 |                                                            | geen deelname                                              |                |                                                             |                                                                             |
| 2010 |                                                            |                                                            | geen deelname  | 5e 50m vrije slag · 11e 100m vrije slag · 4x100m vrije slag | 50m vrije slag · 4e 100m vrije slag · 4x100m vrije slag · 4x100m wisselslag |
| 2011 |                                                            | 8e 50m vrije slag 15e 100m vrije slag 6e 4x100m vrije slag |                |                                                             |                                                                             |
| 2012 | 5e 4x 100m vrije slag 9e 50m vrije slag 9e 100m vrije slag |                                                            | 12-16 december |                                                             |                                                                             |

## Persoonlijke records
Bijgewerkt tot en met 27 juli 2011

### Langebaan
| Afstand         | Tijd  | Datum            | Plaats   |
| --------------- | ----- | ---------------- | -------- |
| 050m vrije slag | 21,97 | 15 augustus 2008 | Peking   |
| 100m vrije slag | 48,74 | 27 juli 2011     | Shanghai |